# نزهة الوالة (مادبا)
نزهة الوالة منطقة سكنية تقع في لواء ذيبان، محافظة مادبا في الأردن. تنتمي المنطقة لقضاء مليح الذي يضم 13 منطقة. يقدر عدد سكانها بـ 355 نسمة حسب إحصاء 2015.

## الوصلات الخارجية
- دائرة الاحصاءات العامة